# Жемчужный астрильд
Жемчужный астрильд, или розовый жемчужный астрильд (лат. Hypargos margaritatus), — вид птиц из семейства вьюрковых ткачиков.

## Описание
Жемчужный астрильд достигает длины до 12,5 см. У самца верхушка головы, спина и крылья красновато-бурые. Кроющие хвоста тёмно-розовые. Нижняя часть тела чёрная, по боковым сторонам тела множество каплевидных пятен от белёсого до розового цвета. Клюв тёмно-серый, глаза тёмно-коричневые.
Самки похожи на самцов, только голова, шея, верхняя часть груди серого цвета. Середина нижней части тела белёсая, боковые стороны чёрные с густо расположенными белёсыми каплевидными пятнами.

## Распространение
Область распространения жемчужного астрильда — это восток Эсватини, а также Мозамбик до реки Саве. Вид отсутствует в регионах, засаженных густым лесом, в которых обитает принадлежащий к тому же самому вид красный астрильд (Hypargos niveoguttatus). Естественная среда обитания — это сухие леса с густым подлеском и травостоем. Кроме того, вид обитает в кустарнике и пальмовых чащах, а также на окраине первоначальных лесов. В национальном парке Крюгер он встречается также в песчаных регионах, поросших кустарником. Принципиально он населяет более сухие регионы чем красный астрильд.

## Образ жизни
Питается семенами злаков и насекомыми. Жемчужные астрильды живут парами, а также маленькими семейными группами. Иногда они объединяются с амарантами и ангольскими астрильдами. В кладке от 3-х до 5-и белых яиц.